# Унаги
Уна́ги (яп. うなぎ) — японское слово для обозначения речного угря, особенно японского (лат. Anguilla japonica, Нихон унаги, 日本鰻). Унаги является распространённым ингредиентом в японской кулинарии. Этого угря не следует путать с морским угрём, который известен как анаго на японском языке.

## В японской кухне
Унаги подаётся с унадоном (иногда англ. unagidon [унаги-дон], особенно в меню в японских ресторанах в западных странах), в домбури — блюдо с нарезанным угрём, которое подаётся на подушке из риса. Существует сладкое печенье под названием унаги пай (англ. Unagi Pie), пирог из угря с чесноком и приправами, сделанное из толчёного унаги. В унаги содержатся в большом количестве белок, витамин A, кальций.
В Японии распространены рестораны, специализирующиеся по унаги, и обычно имеют в своих названиях знак хираганы う (по-русски читается [у]), которая является первым знаком в слове «унаги». Озеро Хамана в городе Хамамацу, префектура Сидзуока считается родиной унаги высочайшего качества; в связи с популярностью продукта озеро окружено множеством небольших ресторанчиков, специализирующихся в различных блюдах из унаги. Унаги часто едят в жаркое лето в Японии. Есть даже специальный день для приёма в пищу унаги — День Быка (яп. 土用の丑の日 доё:-но уси-но хи).

## Угроза исчезновения
Численность всех трёх видов угрей, используемых для приготовления унаги, за последние полвека значительно сократилась. С 1960-х годов ловля европейского угря сократилась на 80 %. Японское министерство окружающей среды официально внесло японского угря в красный список «под угрозой исчезновения». Пресноводный угорь не размножается в неволе и относится к плотоядным.

## В популярной культуре
17 эпизод 6 сезона сериала «Друзья» называется «Эпизод с унаги» (дата премьеры 24 февраля 2000 года). В ней один из главных героев Росс Геллер объясняет Рейчел и Фиби, которые посещают уроки самообороны, что (по его мнению) унаги — это состояние полного осознания, когда ты предвидишь, что с тобой произойдёт. Это отсылка к реально существующему понятию японских боевых искусств дзансин.